# Mundo Peronista
Mundo Peronista fue una revista argentina publicada por Editorial Haynes. Distribuida con periodicidad quincenal, se publicaron 93 ejemplares entre el 15 de julio de 1951 y el 1 de septiembre de 1955. La revista se caracterizaba por su contenido político, dedicado a la difusión del peronismo y a la crítica del accionar de la oposición política de la época.

## Creación
En diciembre de 1950, Perón crea la Escuela Superior Peronista con la intención de contar con un cuerpo doctrinario en el justicialismo. Esta institución decide entonces en crear un mecanismo de difusión con alcance nacional: la revista Mundo Peronista.
La revista, de frecuencia quincenal, presentaba números de 52 páginas con portadas a color (con fotografías o ilustraciones de Perón y Evita) y en su interior, hojas impresas en color sepia con abundantes ilustraciones y fotografías.
Durante los primeros años de la revista, la gran mayoría de sus colaboradores no firmaban con sus nombres, utilizando seudónimos o iniciales, ya que la producción "no tiene propietario, puesto que quienes la realizan renuncian, inclusive, al derecho de propiedad intelectual que por las leyes les corresponde sobre la misma". De esta forma, se incentivaba a los lectores aportar contenido a la revista, continuando con la difusión del pensamiento peronista.

### Financiamiento
Mundo Peronista contaba con el publicidad y aporte de organismos estatales como el Banco de la Nación Argentina, Yacimientos Petrolíferos Fiscales, Flota Mercante del Estado, Caja Nacional de Ahorro Postal, entre otros. También contaba con publicidad de empresas nacionales y extranjeras radicadas en el país, como Fiat, Coca-Cola, Nescafé, Sancor, Techint, entre otras. De todas formas, no se alcanzaban cubrir los costes de la revista -no se cobraba la publicidad estatal-, por lo que se solicitaba a los lectores el apoyo en la renovación de sus suscripciones y en recomendar la revista a posibles nuevos suscriptores.
Al año de publicada la revista, se crea la Editorial Mundo Peronista y el Departamento de Difusión. La Editorial Mundo Peronista editaba libros de Perón y Eva, como también el material de estudio de la Escuela Superior Peronista. Además, se editaron libros como La traición de la oligarquía, de Armando Cascella, Fiesta del Pueblo, de Claudio Martínez Paiva, El Justicialismo, de Raúl Mendé, entre otros. Desde el Departamento de Difusión, se vendían los libros de la editorial, además de discos con discursos de Perón y Eva, fotografías, dibujos, medallas, trofeos, bustos de ambos líderes, etc.

## Contenido
Mundo Peronista surge como órgano de difusión de la Escuela Superior Peronista. Con un estilo simple y directo, se presentaban artículos, notas y reportajes con abundantes fotografías e ilustraciones. Antes de su cierre, se estima que la revista alcanzó una tirada de cien mil ejemplares.
Algunos colaboradores que trabajaron en la revista fueron: Elías Castelnuovo, Malatios Khouri, Armando Cascella, Américo Barrios, María Granata, Julia Prilutzky Farny y José M. Castiñeira de Dios.

### Tipos de artículos
El contenido de la revista se divide en cuatro grupos principales:
- Textos doctrinarios inspirados en discursos de Juan Domingo Perón y Eva Perón
- Escritos que exaltan la figura de Perón y Evita, como también las bondades del peronismo
- Textos apologéticos de las obras de gobierno (como también de defensa de sus acciones)
- Críticas a la oposición política

Adicionalmente la publicación incluía espacios literarios, donde se exhibían cuentos, relatos, poesía, sonetos y oraciones en honor a Perón y a Evita. También se incluían entrevistas a personalidades internacionales, como Muhammad Naguib, Camille Chamoun o Joséphine Baker.

#### Textos doctrinarios
Una de las secciones fijas de Mundo Peronista, llamada "El Pensamiento Vivo de Perón", difundía extractos de discursos de Perón en los cuales hablaba de temas diversos, como la ayuda social, el trabajo, la salud pública, la justicia social, la libertad, la educación las Fuerzas Armadas, el justicialismo, entre otros. También reproducía las clases magistrales que Eva Perón dictaba en la Escuela Superior Peronista.
Otra sección fija de la revista, la "Guía de actividades doctrinarias", la revista concentraba la información que la Escuela Superior Peronista consideraba de utilidad para las actividades en las unidades básicas y en los sindicatos.

#### Textos de exaltación y apología a las obras de gobierno
La exaltación de la imagen de Perón y Eva era constante y recorría toda la revista. Una sección fija dedicada exclusivamente al elogio de Perón y Eva se denominaba "El ejemplo Peronista", en donde se mostraba a una ciudadano "de la Argentina de Perón y Evita" que mostraba cualidades "que todo buen peronista debería tener". En estas entrevistas se intentaba contrastar un pasado "de sacrificios" con un presente de dignificación para los trabajadores.
Otros textos apologéticos se podían leer en secciones como "Perón Cumple"; "Cifras y razones"; "Segundo Plan Quinquenal. Perón cumple con su pueblo", donde se listaban las realizaciones del gobierno, en particular, las obras públicas.

#### Críticas a la Oposición
La revista contaba con secciones fijas en donde se criticaba fuertemente a la oposición política. Algunas de ellas, como "Respuestas Peronistas", "Entre Usted y Yo" ridicularizaban y descalificaban a los políticos de la oposición argentina, a quienes se los caracterizaba como corruptos, antinacionales, y negadores de los logros del gobierno peronista.

#### Obras secciones
Mundo Peronista brindó un espacio importante a la literatura, publicando poesía, sonetos y oraciones. Además se publicaron síntesis de novelas como Las Arenas, de Miguel Ángel Speroni, El último perro, de Guillermo House, entre otros. También se publicaban cuentos infantiles, ocasionalmente ilustrados a todo color al final de la revista.
Otra sección fija de Mundo Peronista fue el "Calendario del Justicialismo" (luego renombrado a "Calendario Peronista"), que reproducía día a día el trabajo de Perón y su gobierno.
La revista contaba con viñetas de humor gráfico con personajes como Don Cangrejo, un antiperonista acérrimo; Mister Whisky and Soda, un periodista estadounidense y Bobalicón, alguien "con pocas ideas", que creía a rajatabla lo que leía en los diarios "serios" y "de opinión"; entre otros.
También existió la sección "Tu página de pibe Peronista" (luego renombrado a "Nuestro pequeño mundo"), dirigida al público infantil. Allí, se intentaba acercar la doctrina peronista a los niños mediante cuentos, ejemplos y consejos. 
Existió además, una página de lectores, llamada "Amigos de Mundo Peronista" (luego renombrada a "Amigos"), en donde los suscriptores escribían correspondencia e incluso poesía a la pareja gobernante.

## Galería
- Portada de la primera edición.
- Carátula del fascículo n° 85.
- Sección "Postales Estadísticas", de frecuente aparición en la revista
- Sección "Entre usted y yo", donde se criticaba a la alta sociedad
- Sección "Calendario Peronista"
- Portada del último ejemplar de la revista (fascículos 92 y 93)
- Portada de la revista n° 26, el primer fascículo luego del fallecimiento de Eva Perón
- Portada nº13
- Sección "Guía de actividades doctrinarias"
- Sección "El ejemplo Peronista"
- Sección "Postales Estadísticas"
- Sección "Entre usted y yo"
- Una ilustración de la parte literaria de la revista.
- Sección "Además"